# Forcipomyia thomasi
Forcipomyia thomasi är en tvåvingeart som beskrevs av Clastrier och Wirth 1995. Forcipomyia thomasi ingår i släktet Forcipomyia och familjen svidknott. Inga underarter finns listade i Catalogue of Life.